# Барбиер, Леонид Файфелевич
Леонид Файфелевич Барбиер (9 апреля 1937, Киев — 15 января 2023) — советский пловец. Мастер спорта СССР (1956). Заслуженный мастер спорта СССР (1963). Представлял общество «Водник».

## Биография
На Олимпиаде-1960 был пятым в плавании на 100 метров на спине, а также пятым в комплексной эстафете.
Двукратный чемпион Европы.
Установил 6 рекордов Европы, в том числе 2 — в комплексной эстафете. Также установил 15 рекордов СССР.
Пятикратный чемпион СССР: в плавании на спине на дистанции 200 м (1957, 1959, 1961, 1962); в комбинированной эстафете 4×100 м (1961).
Скончался 15 января 2023 года.

## Награды
- Медаль «За трудовое отличие» (16.09.1960) — за успешные выступления в XVII летних и VIII зимних Олимпийских играх 1960 года, а также за выдающиеся спортивные достижения[4]